# Alcamonia
A alcamonia é um doce feito com farinha de mandioca tostada e mel, cozidos em um tacho de cobre até a obtenção de uma massa espessa. A massa é então despejada sobre uma superfície lisa, onde é resfriada e cortada em losangos.